# Waldfischbach-Burgalben (Verbandsgemeinde)
Waldfischbach-Burgalben est une Verbandsgemeinde (collectivité territoriale) de l'arrondissement du Palatinat-Sud-Ouest dans la Rhénanie-Palatinat en Allemagne. Le siège de cette Verbandsgemeinde est dans la ville de Waldfischbach-Burgalben.
La Verbandsgemeinde de Waldfischbach-Burgalben consiste en cette liste d'Ortsgemeinden (municipalités locales) :

Localisation de la Verbandsgemeinde de Waldfischbach-Burgalben dans l'arrondissement de Palatinat-Sud-Ouest

1. Geiselberg
2. Heltersberg
3. Hermersberg
4. Höheinöd
5. Horbach
6. Schmalenberg
7. Steinalben
8. Waldfischbach-Burgalben